# 滇线蕨
滇线蕨（学名：Leptochilus ellipticus var. pentaphyllus）为水龙骨科薄唇蕨属下的一个变种。